# Michel Duchein
Michel Duchein   (Sedan, 4 de desembre de 1926 - Drancy, 5 d'agost de 2021) fou un arxiver, un historiador, un novel·lista i un traductor francès, nascut a Sedan el 4 de desembre de 1926. Morí el 5 d'agost de 2021.

## Biografia
Michel Duchein fou un arxiver paleògraf, de la promoció de 1949. Obtingué una llicenciatura en història l'any 1952 a la Universitat de Bordeus, i exercí a continuació a diferents serveis d'arxiu, esdevenint conservador en cap l'any 1970, i a continuació inspector general de l'Arxiu de França l'any 1978.
És autor de diverses biografies dedicades a diversos sobirans britànics, principalment de la casa Tudor i Stuart.
Sota el pseudònim de Marc Daniel, publicà molts articles a la revista del moviment homòfil de França Arcadie. I sota el pseudònim Marc Delory, escrigué una novel·la policíaca, Bateau en Espagne, amb la qual fou guanyador l'any 1965 del gran premi de literatura policíaca.
Ha traduït igualment al francès diferents autors de novel·les policíaques, com Josephine Tey, Ruth Rendell, Shelley Smith, Celia Fremlin, Isaac Asimov, John Bingham, Ngaio Marsh, William Green, Nicholas Blake, Patricia McGerr o Christopher Hale.

## Obres

### Sota el nom de Michel Duchein
- 1985: Jacques Ier Stuart, Fayard (premi XVIIe siècle de 1986)
- 1985: Les Bâtiments d'archives, construction et équipements, Paris, Direction des archives nationales, la Documentation française, 1985, 256 p.
- 1987: Marie Stuart, Fayard
- 1992: Élisabeth Ire d'Angleterre. Le pouvoir de la séduction, Fayard (premi Jackie-Bouquin de 1992)
- 1995: Archives de l'Occident: Les Temps modernes (1559-1700), Fayard
- 1998: Histoire de l'Écosse, Fayard
- 2000: Charles Ier, l'honneur et la fidélité, Payot
- 2001: Le duc de Buckingham, Fayard
- 2002: Marie Stuart et le bâtard d'Êcosse, Privat
- 2006: Les derniers Stuarts, 1660-1807, Fayard
- 2010: 50 années qui ébranlèrent l'Angleterre. Les deux révolutions du XVIIe siècle.
- 2013: Histoire de l'Ecosse : Des origines à 2013, Tallandier (edició revisada i augmentada)

### Sota el pseudònim de Marc Delory
1964: Bateau en Espagne, coll. «Crime-club», nº 230 (Grand prix de littérature policière el 1965)

### Sota el pseudònim de Marc Daniel
Nombrosos articles sobre la història de l'homosexualitat a la revista francesa mensual Arcadie.

## Premis i distincions
- Prix XVIIe-Siècle 1986 per Jacques Ier Stuart, roi de la paix.
- Grand prix de littérature policière 1965: premi a la millor novel·la francesa per Bateau en Espagne.
- Prix Jackie-Bouquin 1992 per Élisabeth Ire d'Angleterre.